# Torre Monumental

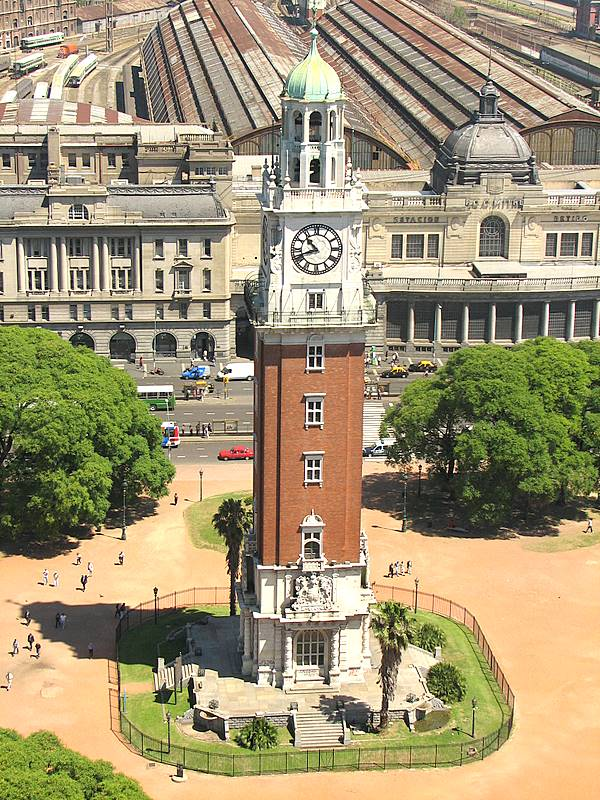
Fotografia aérea da Torre Monumental

A Torre Monumental (antiga Torre dos Ingleses) é um monumento situado no bairro do Retiro, em Buenos Aires. Situada na Praça da Força Aérea Argentina (antiga Plaza Britânia) junto a Rua San Martín e a Avenida del Libertador. Foi construída por residentes britânicos na cidade para comemorar o centenário da Revolução de Maio.
Após a Guerra das Malvinas em 1982, a Torre dos Ingleses foi rebatizada com seu nome original: Torre Monumental, ainda que algumas cidadãos seguem referindo-se a ela com o nome dos ingleses.

## História
O Congresso Nacional aceitou através do ditado da Lei N° 6368 do 18 de setembro de 1909 o oferecimento dos residentes britânicos de levantar una coluna monumental, com motivo do centenário da Revolução de Maio.
Em 1910 foram expostos os projetos no Salão do Bon Marché, atual Galerias Pacífico. O ganhador por sistema de concursos foi Ambrose Poynter, neto do fundador do Royal Institute of British Architects.
A torre foi considerada em um principio como um monumento comemorativo do Centenário de Maio em forma de coluna, ainda finalmente adquiriu a forma de torre.
A construção esteve a cargo da empresa Hopkins e Gardom. Quase todo o material para a edificação (cimento, pedras Portland e ladrilhos do tipo Leicester) foi trazído da Inglaterra. O mesmo ocorreu com o pessoal técnico encarregado da construção.
Devido a morte de Eduardo VII em 6 de maio de 1910, Reino Unido da Grã-Bretanha e Irlanda não enviou sua delegação para as festas do Centenário, pelo que a colocação da pedra fundamental recente se realizou em 26 de novembro.
A inauguração se realizou em 24 de maio de 1916. A demora se devia, por um lado, a Primeira Guerra Mundial, e por outro, a que a companhia de gás que estava instalada na praça recém desocupou o lugar em 1912. Na cerimônia estiveram presentes o presidente Victorino de la Plaza e o ministro plenipotenciário inglês Reginal Tower.

### Século XXI
Durante a gestão na prefeitura de governo da cidade de Fernando de la Rúa se realizou uma restauração geral do monumento, que estava em estado de evidente deterioração e se voltou a habilitar o acesso ao público. Um moderno ascensor vidrado que faz uso da maquinaria inglesa original, leva ao visitante hasta o sexto piso, em onde há uma pequena exposição de elementos do antigo ascensor. Desde o mirador localizado neste piso se pode apreciar a zona de Retiro, o terminal ferroviário e o Porto de Buenos Aires. Desde esse lugar é possível ver também o pêndulo do relógio da torre, localizado no sétimo piso.
No entanto, desde junho de 2006 as visitas do público se encontram suspensas até novo aviso por trabalhos de manutenção técnica, o qual continuará até 2008-2009.

## Descrição

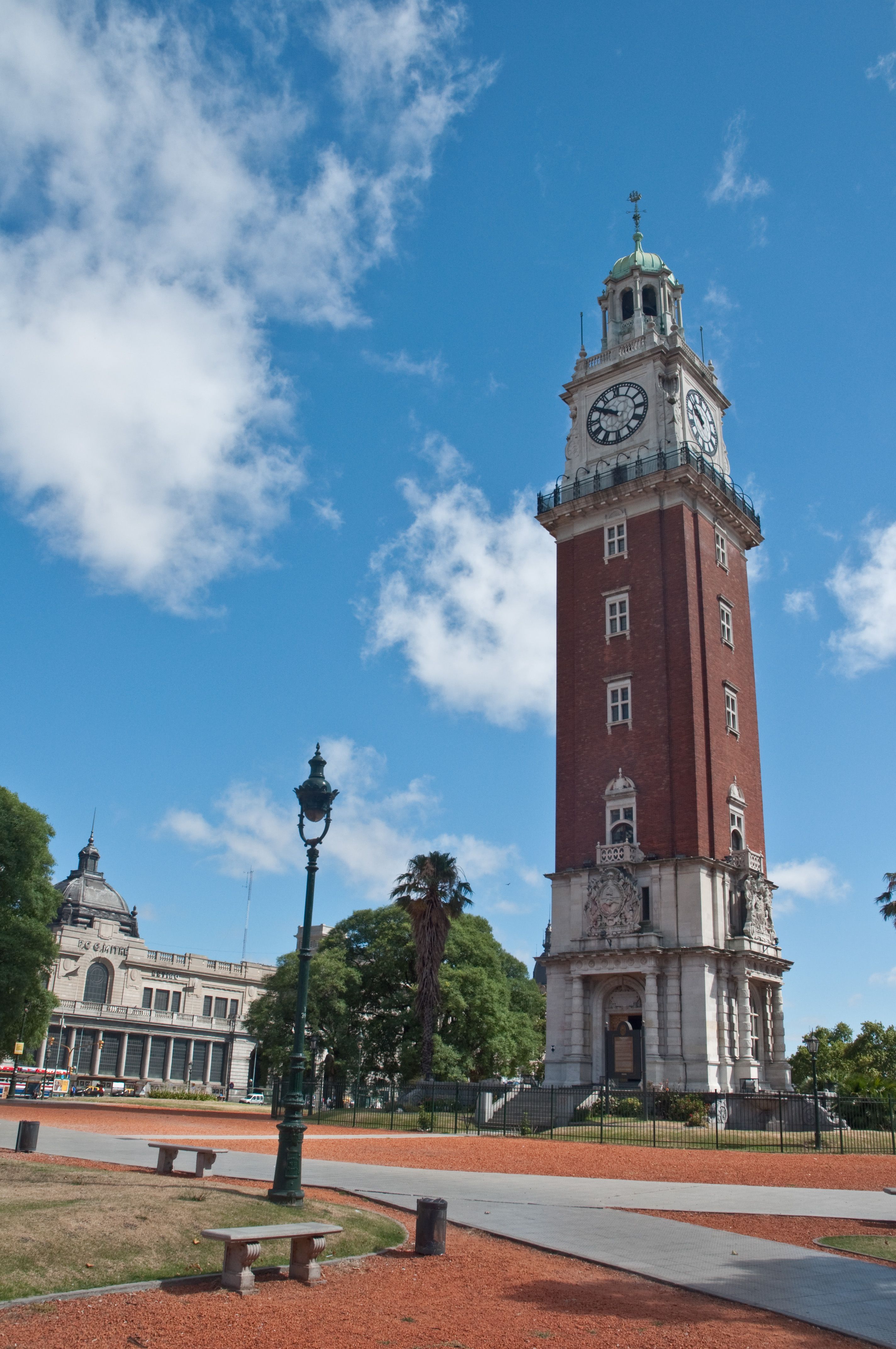
Torre Monumental

De estilo palladianismo segundo a tendência imperante a fines do século XVI na Grã-Bretanha, se é instalada sobre uma plataforma com quatro escadas de acesso. Sobre a entrada principal que vai ao oeste, e sobre as demais caras da edificação, existe um friso donde se alternam tríglifos e métopas ornamentadas com sois e diferentes emblemas do Império Britânico. Entre outras, podem reconhecer-se a flor do cardo, a rosa da Casa de Tudor que é o símbolo da Inglaterra, o dragão vermelho de Gales e o trevo da Irlanda.
A altura da torre é de 75,50 m e tem oito pisos. Aos 35 m se encontra um relógio, que conta com quatro quadrantes de 44 dm de diâmetro cada um dos quais estava realizado em opalina inglesa, mas hoje varias estão substituídas devido a atentados sofridos durante a Guerra das Malvinas. O funcionamento da maquinaria é o pêndulo e pesas. Sobre os quadrantes estão as cinco campanhas de bronze, cujo bate nos quartos de hora imita ao da Abadia de Westminster. A companhia maior pesa cerca de sete toneladas.
A torre está coroada por una cúpula de forma octogonal coberta de lâminas de cobre e treliças de aço sobre cuja cima gira uma veleta que representa uma fragata de três mastros da época isabelina. O carrilhão que marca os quartos da hora pesa unas três toneladas, e imita em sua forma ao da Abadia de Westminster.
Sobre a porta de entrada se encontram os escudos de Argentina e Grã-Bretanha, e uma frase que diz: ao grande povo argentino, os residentes britânicos, saúde, 25 de maio 1810-1910.

## Ligações Externas
- Página oficial da Torre Monumental (em castelhano)
- Torre Monumental no Google Maps